# City Car Driving
『City Car Driving』（シティカードライビング）は、ロシアのゲーム会社であるForward Developmentによって開発され、2016年11月4日にWindows向けに公開されたゲームソフト。ジャンルはドライビングシミュレーター。
続編の『City Car Driving 2.0』が2025年5月にリリース予定。

## ゲーム内容
「キャリア」モードと「自由運転」モードがある。「キャリア」モードの第1段階は、教習所内での「技能検定」、「修了検定」を経て、最後に「路上教習」が控えている。公道では環状交差点など、日本ではほとんど見かけない（が、学科試験では絶対に出てくる）ような場所を通らされ、教官は厳しい。路上教習を修了すると普通免許を取得し、貨物輸送やタクシー（二種免許）などさらに上のキャリアに向けた教習と、路上マップの一部がアンロックされる。ハンドルコントローラーおよびVRヘッドセットに対応している。
自由運転モードでは、プレイヤーは公道を自由に運転できる。自由運転モードを開始する際、車両（右ハンドル車もあり、オートマやABSのオプションが選べるものもある）、スタート地点、季節、時間、天候、交通量（車両数とAIの積極性）、イベント（クリスマス、戦勝記念日など）のいくつかのパラメータを選択することが可能である。このゲームは、都市部と広大な農村地域が存在するロシア国内の架空の町「Dovolnoye」を舞台としている。国の設定を「オーストラリア」にすると日本と同じ左側通行にできるが、ソビエト時代のアパートが立ち並ぶ街並みはそのままである。
『City Car Driving』の目的は 、ユーザーが都市や田舎での車の運転方法を理解できるようにすることである。

## 評価
ウェブサイト「Rock, Paper, Shotgun」の Tim Stone は、このゲームに非常に好意的に反応し、このゲームは「魅力的」であり、City Car Driving はプレイヤーを「眠らせる」場合もあるが、ドライバーと歩行者の「不安定な AI」のせいで、完全にリラックスできるとは考えにくいと述べた。
PlayGround Web サイトの Evgeny Vasyutinsky は、このゲームを否定的に評価し、起動した瞬間からすでに「ハック作業」のように感じられ、「小さなマップを読み込んでいる間に、教科書のいくつかの章を読む時間がある」と、最適化の問題を指摘した。

## 参照
1. ↑  “City Car Driving pour Windows”. Logithèque (2014年7月29日). 2017年7月5日時点のオリジナルよりアーカイブ。2022年12月26日閲覧。
2. ↑  “City Car Driving”. Jeuxvideo.com. 2022年12月26日時点のオリジナルよりアーカイブ。2022年12月26日閲覧。
3. ↑  Skywilly (2013年5月22日). “GameTest – City Car Driving (PC)”. Game Side Story. 2022年12月26日時点のオリジナルよりアーカイブ。2022年12月26日閲覧。
4. ↑  Tim Stone (11 November 2016). Wot I Think: City Car Driving (英語) (Rock, Paper, Shotgun ed.). 2022年4月27日時点のオリジナルよりアーカイブ。
5. ↑  “Соло на клавиатуре: что интересного можно найти в "3D Инструкторе"”. PlayGround.ru. 2022年9月4日時点のオリジナルよりアーカイブ。2022年9月4日閲覧。